# María Teresa de Este
María Teresa de Este (Maria Teresa Felicita; Palacio Ducal, Módena, 6 de octubre de 1726-Palacio de Rambouillet, 30 de abril de 1754) fue una princesa de Módena por nacimiento y duquesa de Penthièvre a través de su matrimonio con Luis Juan María de Borbón.

## Biografía

### Primeros años

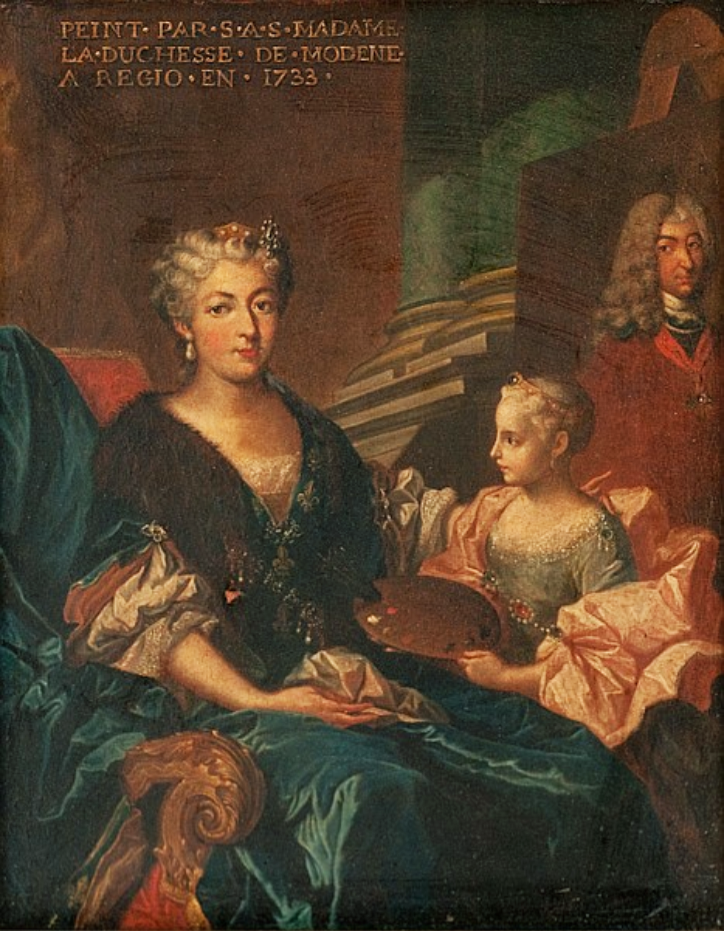
María Teresa retratada junto a su madre Carlota en 1733, retrato de Nicolas de Largillière.

La princesa María Teresa Felicita nació el 6 de octubre de 1726 en el Palacio Ducal de Módena, como la hija mayor del duque Francisco III y la princesa Carlota Aglaé de Orleans (una de las nietas del rey Luis XIV de Francia). Antes de su nacimiento, sus padres ya habían tenido dos hijos; Alfonso y Francisco, ambos de los cuales murieron en 1725.
El matrimonio de sus padres no era uno feliz, y su madre finalmente regresó a su Francia natal para vivir allí. La duquesa se instaló en el Palacio de Luxemburgo en París, con el permiso de Luis XV. Fue mientras su madre estaba en Francia que vio la oportunidad de casar a sus hijas dentro de la familia real; dichas alianzas entre princes du sang y princesas provenientes de un pequeño ducado italiano fue algo sumamente inesperado. María Teresa fue comprometida con su primo segundo, Luis Juan María de Borbón, duque de Penthièvre. Su hermana menor, María Fortunata, se convertiría también en miembro de la familia real francesa en 1759 a través de su matrimonio con otro primo, Luis Francisco II de Borbón-Conti.

### Matrimonio y muerte

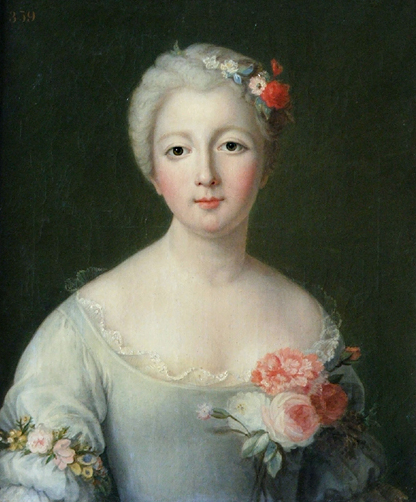
Retrato póstumo de María Teresa por Rosalie Grossard.

Su boda con el joven duque de Penthièvre tuvo lugar el 29 de diciembre de 1744 en Módena, seguida de otra ceremonia en el Palacio de Versalles. El duque había heredado una gran fortuna cuando su padre murió en 1737. De acuerdo con los contemporáneos, el matrimonio entre María Teresa y Luis Juan María, ahora conocido oficialmente como los duques de Penthièvre, fue uno sumamente feliz.
La felicidad de la pareja llegaría a un abrupto final con la muerte de María Teresa el 30 de abril de 1754, un día después de dar a luz a su séptimo hijo, Luis María Felicidad, quien también fallecería poco después. Después de su muerte, su madre intentó arreglar un matrimonio entre su viudo y su hermana menor, Matilda. Sin embargo, el afligido duque rechazó la oferta y nunca se volvería a casar. 
Originalmente, María Teresa fue enterrada en la capilla de Rambouillet, pero después de la restauración borbónica en el siglo XIX, fue trasladada a la Capilla real de Dreux por su hija, Luisa María Adelaida. 

#### Descendencia
María Teresa y Luis Juan María tuvieron siete hijos, de los cuales solo dos sobrevivieron hasta la edad adulta:
1. Luis María (2 de enero de 1746 – 17 de noviembre de 1749), duque de Rambouillet. Murió en la infancia.
2. Luis Alejandro (6 de septiembre de 1747 – 6 de mayo de 1768), príncipe de Lamballe. Contrajo matrimonio con María Teresa de Saboya-Carignano, sin descendencia.
3. Juan María (17 de noviembre de 1748 – 19 de mayo de 1755), duque de Châteauvillain. Murió en la infancia.
4. Vicente María Luis (22 de junio de 1750 – 14 de marzo de 1752), conde de Guingamp. Murió en la infancia.
5. María Luisa (18 de octubre de 1751 – 26 de septiembre de 1753), murió en la infancia.
6. Luisa María Adelaida (13 de marzo de 1753 – 30 de abril de 1821), Mademoiselle de Penthièvre. Contrajo matrimonio con Luis Felipe II de Orleans.
7. Luis María Felicidad (29 de abril de 1754 - 30 de abril de 1754), murió un día después de nacer.